# Chasan Barojev
Chasan Macharbekovitj Barojev (ryska: Хасан Махарбекович Бароев, ossetiska: Бæройты Махарбеджы фырт Хасан), född 1 december 1982 i Dusjanbe i Tadzjikiska SSR i Sovjetunionen (nuvarande Tadzjikistan), är en rysk brottare. Vid olympiska sommarspelen 2004 i Aten tog Barojev guld i supertungviktsbrottning i den grekisk-romerska klassen. Vid olympiska sommarspelen 2008 i Peking tog han silver i supertungviktsbrottning i den grekisk-romerska klassen. Barojev förlorade sedermera silvermedaljen från Peking efter att hans dopingprov visats sig vara positivt.